# Дембо Дарбо
Дембо Дарбо (англ. Dembo Darboe, нар. 17 серпня 1998, Брикама, Гамбія) — гамбійський футболіст, вінгер білоруського клубу «Шахтар» (Солігорськ).

## Життєпис
Дембо розпочав свою професіональну футбольну кар'єру у віці 17 років у «Реалі» (Банжул), де грав лише один сезон. Влітку 2017 року перейшов до сенегальського клубу «АСЕК Ндіамбур», де провів два сезони. У 2019 році Дарбо переїхав до Європи, де підписав контракт за північномакедонський клуб «Шкупі». У своєму другому сезоні відзначився 17-ма голами в 19-ти поєдинках. 
У січні 2021 року Дарбо підписав контракт із чинним чемпіоном Білорусі «Шахтар» (Солігорськ), за невідому плату, яка, ймовірно, становить 700 000 євро. Дебютував за клуб 2 березня 2021 року у стартовому складі переможного поєдинку суперкубку Білорусі проти борисовського БАТЕ. Дебютним голом за солігорський клуб відзначився 7 березня 2021 року на 77-ій хвилині переможного (3:0) домашнього поєдинку кубку Білорусі проти гродненського «Німана». Дембо вийшов на поле в стартовому складі та відіграв увесь матч, а на 14-ій хвилині отримав жовту картку. У Вищій лізі Білорусі дебютував 13 березня 2021 року в переможному (1:0) домашньому поєдинку 1-го туру проти «Мінська». Дарбо вийшов у стартовому складі, на 83-ій хвилині відзначився своїм першим голом у білоруській «вишці», а на 90+2-ій хвилині його замінив Роман Дебелко. За підсумками сезону став у складі солігорської команди чемпіоном країни, та з 19 забитими м'ячами став кращим бомбардиром білоруської першості.

## Досягнення
«Шахтар» (Солігорськ)
- Суперкубок Білорусі
  -  Володар (1): 2021
- Білоруська футбольна вища ліга
  -  Чемпіон (1): 2021
- Найкращий бомбардир Білоруської футбольної вищої ліги: 2021

«Астана»
- Суперкубок Казахстану
  -  Володар (1): 2023